# Banta (geslacht)
Banta is een geslacht van vlinders van de familie dikkopjes (Hesperiidae), uit de onderfamilie Hesperiinae.

## Soorten
- B. anna (Evans, 1935)
- B. banta (Evans, 1949)
- B. fulvomargo (Joicey & Noakes, 1915)
- B. linnei de Jong, 2008